# アメデイ
アメデイ（AMEDEI）は、イタリアトスカーナ州に本社を置く高級チョコレート専門メーカー。少数生産の最高級チョコレートブランドとして知られている。

## 概要
1990年、トスカーナ州ピサでテッシエーリ兄妹の小さなチョコレート工場がオープンする。経営責任者は兄のアレッシオ・テッシエーリ、製造部門は妹のチェチリア・テッシエーリが担当し、少量生産ながら品質にこだわったチョコレートを作り続ける。その評価は直ぐにイタリア国内で話題となり、チェチリアは国内唯一の女性チョコレート・マイスターにも選ばれている。2005年と2006年には、パティシエ界で権威のある「ワールド・チョコレート・アワード」金賞を受賞。
アメデイでは、原材料のカカオから徹底した品質管理を行い、ベネズエラの自社プランテーションで生産されたものを厳選して使用。カカオも世界的に希少な「チュアオ種」を独占購買する権利を有しており、カカオ・チュアオを使用する世界唯一のブランドでもある。そのため、製品前のチョコレート1kgに対する製造コストは150ユーロといわれ、3cm四方の板チョコが数十ユーロする製品もある。

### 海外展開
- 2002年日本進出。第一号は札幌市に直営のシガーバーを開店し、東京銀座にもショップを展開。有名デパートにも出店していたが、不況による消費低迷もあり、2009年4月で日本から撤退。
- カカオの割合を70%、80%、90%と増やした大人向けの甘くないチョコレートは、他の大手菓子メーカーにも影響を与えたといわれ、アメデイの発売以降、明治製菓や森永製菓などの有名メーカーがカカオを高い割合で配合した製品を発売している。